# Garin de Montaigu
Pour les articles homonymes, voir Montaigu.
Garin de Montaigu ou Pierre Guérin de Montaigu fut élu 14e supérieur de L'Hospital de l'ordre de Saint-Jean de Jérusalem de 1207 à son décès en 1227 ou 1228.

## Biographie
L'élection de Garin de Montaigu se situe dans l'été de 1207, entre le 22 mai et le 1er octobre 1207. Il fut maréchal de l'Ordre et participa à la cinquième croisade. Il trouva une mort naturelle lors de la reconstruction de la muraille de Sidon entre le 11 novembre 1227 et le 1er mars 1228.
Joseph Delaville Le Roulx met en lumière « la figure d'un des plus grands maîtres dont l'Hôpital ait lieu de s'enorgueillir ».
La tradition voudrait en faire un originaire d'Auvergne et qu'il serait le frère de Pierre de Montaigu, maître des Templiers de 1219 à 1232. Malheureusement les nobiliaires d'Auvergne n'établissent pas à laquelle des familles Montaigu rattacher le grand maître.

## La principauté d'Antioche
Cette affaire avait déjà occupé les deux prédécesseurs de Garin de Montaigu, Geoffroy le Rat et Alphonse de Portugal.
Il se retrouve mêlé aux affaires de la succession de la principauté d'Antioche créées par l'ouverture du testament de Bohémond. Celui-ci avait désigné comme son successeur son petit-fils Raymond-Roupen. Bohémond IV d'Antioche, second fils de Bohémond, n'accepte pas ce testament. Léon II d'Arménie, grand-oncle maternel, prend fait et cause pour Raymond-Roupen. Sans attendre la mort de Bohémond, Bohémond IV avait pris possession de la principauté. Les Templiers s'étaient rangés à ses côtés avec la bourgeoisie d'Antioche et l'alliance du sultan d'Alep, tandis que les Hospitaliers étaient avec Raymond-Roupen et le roi d'Arménie. La conduite du comte de Tripoli était sévèrement jugée par le pape qui envoya ses légats sans que cela change. Le Saint-Siège envoie le 5 mai 1205 trois nouveaux arbitres sans plus de succès.
Quand Montaigu prend la tête des Hospitaliers, il n'y avait rien de changé. Le roi d'Arménie, Léon II, s'était rendu maître d'Antioche et y avait rétabli son petit-neveu. Mais ce fut de courte durée, et le comte de Tripoli resta maitre de la ville. Léon appuie ses revendications en confisquant aux Templiers leurs biens en Cilicie, en ruinant le commerce d'Antioche par des raids, en risquant même une excommunication en 1210-1213. Un accord est trouvé entre le roi et les Templiers et l'excommunication est rapportée. Ce sera la trahison, le 14 février 1216, du sénéchal d'Antioche, Acharias, qui met aux mains du roi d'Arménie, Léon II, et de son neveu, Raymond-Roupen la principauté d'Antioche. La garde du château d'Antioche est confiée à Féraud de Barras, commandeur de Selefkeh. C'est encore une trahison, celle de Guillaume de Farabel, qui en 1219, permet le retour de Bohémond d'Antioche et la fuite de Raymon-Roupen qui meurt en 1222. Le comte de Tripoli entreprit de se venger des Hospitaliers : il leur reprend le château d'Antioche et leurs possessions du comté de Tripoli furent mises à mal. Le pape intercéda en leur faveur en 1225 et 1226, allant jusqu'à l'excommunication en 1230.

## Acquis territoriaux

### En Terre sainte
Pendant tout ce long conflit, l'appui des Hospitaliers ne s'est pas démenti et ils furent récompensés de leur fidélité par des avantages territoriaux. Garin de Montaigu reçut de Raymond-Roupen la ville de Gibelet le 22 mai 1207, le château de la Vieille en septembre 1210 et une rente de 200 besants sur le casal de Gédéide en décembre 1216. Il reçut de nombreuses donations du roi d'Arménie, dès 1149, l'Ordre s’établit en Cilicie et il dut créer la commanderie d'Arménie dont Selefkeh devint le siège. En 1210, Selefkeh, Château neuf et Camard furent donnés à L'Hospital ou encore Laranda pour créer une sorte de marche au nord de la Cilicie dont les Hospitaliers en seraient les défenseurs face aux Seldjoukides.
En 1226, Constantin de Barbaron, tuteur d'Isabelle, fille de Léon II, propose de racheter à prix d'or la commanderie de Selefkeh pour s'emparer d'Isabelle afin de la marier à son fils Héthoum Ier d'Arménie. Apprenant cela, le commandeur, le châtelain Bertrand, préfère abandonner la place. Mais l'abandon de Selefkeh n’eut pas de conséquence pour le reste des possessions de l'ordre en Cilicie.
Au comté de Jaffa, il reçut les terres de Geschale et une somme de 100 besants, au comté d'Édesse la moitié du casal Blanc, au comté de Tripoli une rente de 1 000 besants et une autre de 2 000 assise sur la place des Toiles à Gibelet, la maison de Raymond de Tripoli à Laodicée, les casaux de Berzaal, de Baqueer, de Quasse, de Bethorafig, de Gabronie, de Maarban. À Chypre, il obtient de Hugues Ier une donation importante de terres et de casaux avec des privilèges étendus.

### En Occident
Nous verrons ci-dessous toutes les donations du roi de Hongrie agréablement surpris par le dévouement des Hospitaliers. Wichard de Karslberg leur donne son alleu d'Engelsdorf en Carinthie en février 1214 ; Poppo de Wertheim donne Morbach confirmé en 1218 par sa famille ; ils reçoivent d'Ulrich de Stubenberg le 18 juillet 1218 les villes Hatzendorf et Kroisbach en Styrie ; de Vulvin de Stubenberg, Söchau et Aspach en juin 1221 ; du comte Hugues II de Montfort, l'église de Feldkirch, une chapelle dans la vallée de Sainte-Marie et confirmation des biens à Cluse, Brégence et Rinegg en septembre 1218 ; du comte Baudouin de Bentheim des biens à Esterwege en 1223.
En 1208, le duc de Bourgogne Eudes III fait une série de donations en souvenir de son séjour en Terre sainte en 1190 ; Milon de Saint-Florentin leur donne le 26 juin 1220 de la terre à Villiers-Vineux ; le comte Henri Ier de Rodez la ville de Canet, Frontignan, la Bastide-Pradines, Canabières et Bouloc, le 18 octobre 1221 ; le vicomte de Béarn Guillaume-Raymond de Moncade le château de Macied le 17 février 1224 ; Archambaud IV la maison de Buys le juin 1225.

## La cinquième croisade
Les premiers croisés, dus aux efforts du pape Innocent III, arrivent à Saint-Jean d'Acre à la fin de l'été 1217. C'est d'abord, le duc Léopold VI d'Autriche, puis le roi de Chypre, Hugues de Lusignan, et le roi de Hongrie, André II, que Garin de Montaigu alla chercher à Chypre à la demande du pape. Le roi de Jérusalem, Jean de Brienne, les réunit tous en présence des trois grands maîtres des ordres militaires pour un conseil de guerre et déterminer la marche à suivre. Ils s'attaquèrent à la forteresse du Mont-Thabor qu'il fallut abandonner, ils mettent le siège à Sidon qu'ils mènent à moitié, sont les deux seules actions menées de novembre à décembre 1217. Les croisés sont de retour à Saint-Jean d'Acre et le roi de Hongrie, cédant au découragement rentre en Hongrie en janvier 1218.
L'arrivée de nouveaux pèlerins venus de la Frise et du nord du Saint-Empire relancent la croisade. Avant l'hiver 1218, avec l'aide des Hospitaliers, ils rétablissent les fortifications de Césarée et avec les Templiers le château Pèlerin. Mais cela ne suffit pas à occuper tout ce monde, il est décidé une expédition en Égypte. Les croisés, le patriarche de Jérusalem, les prélats de Terre sainte, les trois ordres militaires avec à leurs têtes le grand maitre, le tout sous les ordres du roi de Jérusalem, Jean de Brienne. Ils embarquent à Saint-Jean d'Acre en mai pour se présenter devant Damiette qu'ils investissent en juin 1218. Lors d'une escarmouche contre le camp du sultan à Fariskur, le 22 aout 1219, le maréchal de l'Ordre, Aymar de Lairon tombe avec 32 de ses compagnons. La ville de Damiette est prise en novembre 1219 et enfin le château de Damiette en janvier 1220. Placés dans une position critique, ils négocièrent avec les Musulmans le 30 août 1221 l'évacuation de Damiette et le retour à Saint-Jean d'Acre. Ainsi se terminait par un échec la cinquième croisade.
Il faut noter les libéralités qu'André II de Hongrie eut envers les Hospitaliers. Il donne les revenus du péage de la porte de Bobeth à Sopron, une terre entre Drave et Csurgó, une rente annuelle de 500 marcs d'argent sur les salines de Szalacs plus encore 100 marcs de rente pour le Krak des Chevaliers et encore 100 marcs pour Margat.

## Voyages en Occident
L'empereur Frédéric II envoya quatre navires à Saint-Jean d'Acre pour ramener en Italie, le roi de Jérusalem Jean de Brienne, le patriarche de Jérusalem Raoul, le légat Pelage Galvano et les grands maîtres des ordres militaires pour conférer avec lui de sa promesse de se croiser. Uniquement le grand maître du Temple se fit remplacer par le grand précepteur Guillaume Cadel. Ils embarquèrent pour Brindisi en septembre 1222 et rencontrèrent le pape Honorius III à Rome en janvier 1223. Ils ont une entrevue avec Frédéric II à Ferentino du 17 février au 26 mars 1223 qui s'engage à partir en Terre sainte pour la saint Jean 1225.
Le roi de Jérusalem et le grand maître Hospitaliers continuèrent leur voyage en France et en Angleterre pour solliciter leur aide malheureusement sans aucun effet. Ensuite Le roi et le grand maître se séparent, Montaigu va à Bordeaux le 15 avril 1224, à Paris en juin, à Orange probablement le 10 août, à Palerme le 25 décembre et rentre probablement au siège de l'Ordre en passant par l'Arménie puisqu'il est à Tarse en juin 1225.

## Sources bibliographiques
- Nicole Bériou (dir. et rédacteur), Philippe Josserand (dir.) et al. (préf. Anthony Luttrel & Alain Demurger), Prier et combattre : Dictionnaire européen des ordres militaires au Moyen Âge, Fayard, 2009, 1029 p. (ISBN 978-2-2136-2720-5, présentation en ligne)
- (en) Jochen Burgtorf, The Central Convent of Hospitallers and Templars : History, Organization, and Personnel (1099/1120-1310), Leyde/Boston, Brill, 2008, 761 p. (ISBN 978-90-04-16660-8, lire en ligne)
- J. Delaville Le Roulx, Les Hospitaliers en terre sainte et à Chypre 1100 à 1310, Paris, Ernest Leroux, 1904
- Bertrand Galimard Flavigny (2006) Histoire de l'ordre de Malte, Perrin, Paris

### Articles annexes
- Liste des grands maîtres de l'ordre de Saint-Jean de Jérusalem
- Ordre de Saint-Jean de Jérusalem
- Ordre de Saint-Jean de Jérusalem en Terre sainte